# Capitale-Nationale
Capitale-Nationale è una regione amministrativa della provincia del Québec, e come indica il suo nome è la regione dove si trova la capitale del Québec, la città di Québec. Ha una superficie di 18.638,70 km², e nel 2007 possedeva una popolazione di 675.450 abitanti.

## Suddivisioni
La regione si compone di 6 municipalità regionali di contea.
Municipalità Regionali di Contea
- Charlevoix, con capoluogo la città di Baie-Saint-Paul
- Charlevoix-Est, con capoluogo la città di La Malbaie
- La Côte-de-Beaupré, con capoluogo la città di Château-Richer
- La Jacques-Cartier, con capoluogo la città di Shannon
- L'Île-d'Orléans, con capoluogo la città di Sainte-Famille
- Portneuf, con capoluogo la città di Cap-Santé

Municipalità al di fuori delle MRC:
- città di Notre-Dame-des-Anges
- Québec

Riserve indiane autoctone al di fuori delle MRC
- Riserva Indiana di Wendake